# Cheta
De Cheta (Russisch: Хета) is een rivier in Noord-Siberië in Aziatisch Rusland.
De Cheta ontspringt in het Poetoranagebergte uit de rivieren Ajan en Ajakli, stroomt van daaruit noordwaarts over het Noord-Siberisch Laagland en stroomt dan ten zuiden van het schiereiland Tajmyr vooral naar het noordoosten door de zogenaamde Tajmyrdepressie, om bij de stad Chatanga samen met de Kotoej in de Chatanga te stromen, die iets verderop uitmondt in de Golf van Chatanga van de Laptevzee, een randzee van de Noordelijke IJszee.
De rivier wordt vooral gevoed door sneeuw en regen. De rivier bevriest eind september, begin oktober en blijft bevroren tot eind mei, begin juni. De belangrijkste zijrivieren zijn aan de rechterkant de Bojarka, Majmetsja en aan de linkerkant de Boganida.
- Virtual International Authority File: 8344151595791105470003